# Винс Макмеън
Винсънт Кенеди Макмеън (на английски: Vince McMahon) е кечист, бивш собственик на Световната федерация по кеч (WWE).

## Биография
Роден е на 24 август 1945 г. в Пайнхърст, Северна Каролина. Син е на Винсънт Кенеди Макмеън старши, основател на World Wrestling Federation (WWF), сега World Wrestling Entertainment (WWE). Започва кариерата си като коментатор на ринга и журналист. След това замества баща си в управлението на федерацията. Негова е идеята за WrestleMania, най-големия турнир на WWE провеждан веднъж годишно. Той е баща на Шейн Макмеън, за който се смята, че е четвъртото поколение от Семейството Мъкмеан.
Световната федерация по кеч (WWE) има 4 главни шоута: Първична сила, Разбиване, NXT, WWE Супер звезди. WWE за момента в България се излъчва от Ring.BG и bTV Comedy, а преди по bTV.
Винс Мъкмеан, освен че е сред най-успешните председатели на кеч федерацията, е също така и добър кечист. Участва в няколко мача срещу кечисти от федерацията сред които Хълк Хоуган, Рик Светкавицата и на последната кечмания (26) участва в мач без дисквалификация срещу Брет Харт. Той се е бил дори срещу собствения си син на Кечмания 17, където синът му го побеждава с голямо унижение.

## Коронни хватки
- Педигри (копирано от Трите Хикса)
- Лакътят на народа (копирано от Скалата)
- Макмеън зашеметител (копирано от „Ледения“ Стив Остин)
- Музика под брадичката (копирано от Шон Майкълс)

### Прякори
- Вини Мак
- Шефът
- Висшата сила
- Мака Така
- Супер Мак
- Якия Мак

### Титли и постижения
Professional Wrestling Hall of Fame and Museum
- Избран за 2011

Pro Wrestling Illustrated
- Вражда на годината (1996) срещу Ерик Бисоф
- Вражда на годината (1998, 1999) срещу Ледения Стив Остин
- Вражда на годината (2001) срещу Шейн Макмеън
- Вражда на годината (2006) срещу Шон Майкълс в Безкомпромисен мач на Кеч Мания 22

World Wrestling Federation/World Wrestling Entertainment
- Шампион на ECW (1 път)
- Шампион на WWE (1 път)
- Кралско меле (1999)

Wrestling Observer Newsletter awards
- Най-добър букър (1987, 1988, 1999)
- Най-добър промоутър (1988, 1998 – 2000)
- Най-добър кечист с нестопанска[ неясно? ] (1999, 2000)
- Вражда на годината (1998, 1999) срещу Ледения Стив Остин
- Най-противен (1983 – 1986, 1990, 1993)
- Най-лоша вражда на година (2006) с Шейн Макмеън срещу Дегенерация Х (Шон Майкълс и Трите Хикса)
- Наблюдател Бюлетин на Кеча в Залата на славата[ неясно? ] (Избран на 1996)